# Харківський інститут народного господарства
Харківський інститут народного господарства — вищий економічний навчальний заклад, що діяв у Харкові в 1920—1930 рр. Створений унаслідок реорганізації Харківського комерційного інституту.

## Історія

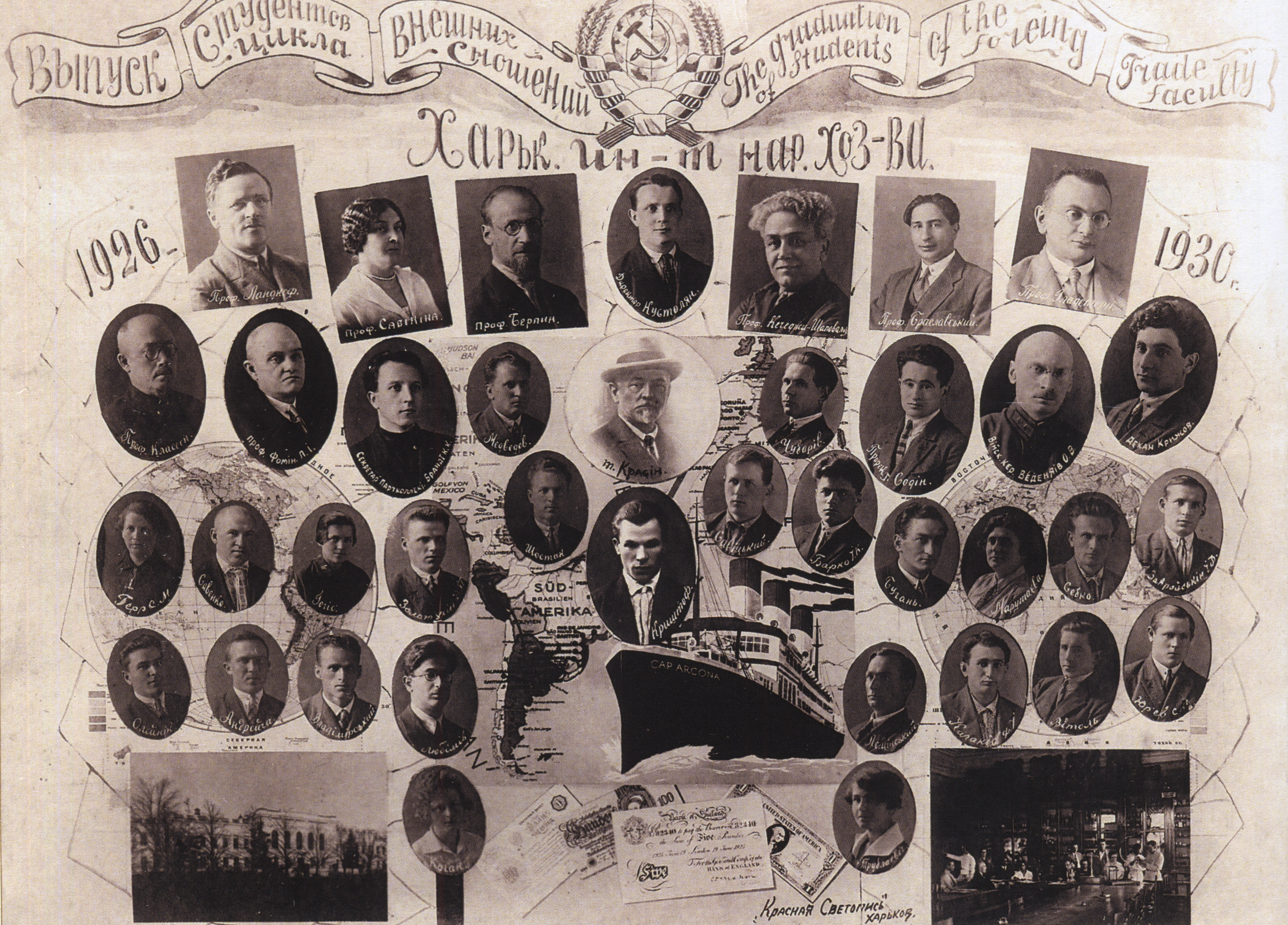
Випуск циклу зовнішніх відносин 1930 року

У 1920 р. Харківський комерційний інститут було позбавлено своєї будівлі, наукової бібліотеки, лабораторій і обладнання і перетворено на інститут народного господарства. До його складу передавався юридичний факультет Харківського університету; університет також було піддано ліквідації і перетворено на інститут народної освіти. Ліквідовувалося академічне самоврядування. Керівництво навчальним закладом здійснювалося призначеною адміністрацією на чолі з ректором і політкомісаром.
Інститут очолювали П. І. Фомін (1920—1923 рр.), Я. А. Соколін (1923—1926 рр.), Л. І. Величко (1927—1928 рр.), Є. О. Кустолян (1929—1930 рр.).
У 1921—1922 рр. інститут розміщувався в приміщенні колишньої єврейської богадільні по вул. Куликовській, 3. Украй важкі матеріальні умови призвели до часткового припинення діяльності.
В 1923 р. інституту було передано будівлю комерційного училища по вул. Пушкінській, 81, що створило умови для відновлення нормальної роботи освітнього закладу. Були відтворені навчальні підрозділи — кабінети, кафедри, семінари. Пожвавилася наукова діяльність. У перші післяреволюційні роки переважну частину контингенту учнів ХІНГу, складали студенти ХКІ, які мали досить високий рівень підготовки.
Незважаючи на організаційне розділення науки і вищої освіти в УРСР, ХІНГ, зусиллями проф. П. І. Фомина, зберігав можливості для науково-дослідної роботи. Інститут тісно взаємодіяв з науково-дослідними кафедрами ВУАН — кафедрою світового господарства проф. П. І. Фомина і кафедрою міжнародного права проф. М. І. Палієнка. При інституті діяв Кабінет вивчення Донецького басейну.
У 1923 р. проф. П. І. Фомина змінив на посаді ректора партійний функціонер Соколін. З перших років десятиліття 1920-х рр. рівень підготовки абітурієнтів неухильно знижувався. У зв'язку з політикою «пролетаризації» вищої освіти зростала доля студенти, які зараховувалися відповідно до рознарядок партійних та комсомольських комітетів і радянських організацій. Членство в партії дозволяло користуватися пільгами з оплати навчання, отримувати престижну роботу після закінчення інституту. Посилювалася політизація життя інституту. Студентство охоплювалося політичними кампаніями, залучалося до діяльності партійних, комсомольських і профспілкових комітетів. У інституті діяла сильна троцькістська опозиція. Контингент студентів систематично перевірявся в ході партійних чищень.
Велику питому вагу часу у студентів займали побічні заробітки. У 1927 р. стипендію отримували 61,2 % студентів, які мали необхідне «соціальне походження» і партійність. Зростала кількість «вічних студентів», які не закінчували курс навчання в строк. Дисципліна навчального процесу була низькою. Низькі зарплати змушували викладачів шукати додатковий заробіток і формально відноситися до занять, знижуючи вимоги до учнів.
В той же час, ХІНГ був найбільшим і найпрестижнішим вищим навчальним закладом Радянської України, що мав репутацію вишу, де готують «червоних директорів».
З початком політики індустріалізації негативні процеси в інституті загострювалися. Студенти і викладачі відчували себе дезорієнтованими. Відбувалися активні дискусії з приводу профілю підготовки фахівців та загальної спрямованості навчання.
Призначений в 1927 р. ректором партійний функціонер Л. І. Величко, людина, що морально розклалася (алкоголізм), не був здатний виробити концепцію змін навчального процесу і реалізувати її на практиці. Керівництво Головпрофобра Наркомосвіти УРСР також не мало свого погляду на роль інституту в умовах, що змінювалися. Наркмосвіти України виявлявся «гальмом у здійсненні розумних пропозицій інституту».
У 1929—1930 р. ректором ХІНГ був призначений учень професора П. І. Фоміна Євген Олексійович Кустолян (1898, Харківська губернія — розстріляний 2 вересня 1937, Київ). Під його керівництвом було впроваджено ряд змін. Був ліквідований економічний факультет, підготовка на промисловому, торговельному і фінансово-банковому факультеті починалася з 1-го курсу. У навчальному плані промислового факультету, де відтепер вели підготовку за профілем інженера-економіста, збільшувалася доля спеціальних і технічних дисциплін. Навчальні плани торговельного, фінансового і статистичного факультетів перероблялися з урахуванням вимог одержавлених галузей народного господарства. Правовий факультет було"економізовано" — замість профілів підготовки працівників прокуратури і адвокатури велася підготовка працівників «держапарату» і «госпбудівництва». Упорядковувався навчальний процес.
В ході реформи вищої освіти в УРСР, в 1930 р. ХІНГ було знов реорганізовано. На базі його факультетів були створені галузеві інститути з вузьким профілем підготовки. У тому числі на базі промислового факультету створювався Харківський інженерно-економічний інститут. Реформа 1930 р. означала переорієнтацію на властивий і надалі радянській моделі вищої освіти масовий (середній або навіть посередній) рівень підготовки. Рівень вищого навчального закладу знижувався. Науково-дослідна діяльність відділялася від навчальної. На відміну від ХІНГ, нові інститути повинні були готувати фахівця-виконавця з хорошою прикладною підготовкою за конкретною галуззю виробництва або сферою господарської діяльності

## Факультети і напрями підготовки

### Факультети
Упродовж 1920-х рр. організаційна структура інституту, кількість і склад факультетів неодноразово змінювалися. На початку десятиліття інститут зберігав схему організації навчального процесу, прийняту в Харківському комерційному інституті. Студенти молодших курсів отримували базову підготовку на Основному факультеті, а потім переходили на факультети із спеціалізованою підготовкою.
У 1923 р. діяли факультети:
- основний
- промисловий
- зовнішньої і внутрішньої торгівлі
- фінансово-банковий
- кооперативний
- правовий

До середини десятиліття кооперативний факультет було закрито і відкриті факультети
- статистичний
- трудовий
- робітничий.

Трудовий факультет діяв недовго. До 1928 р. промисловий, торговельний і фінансово-банковий факультет були об'єднані у факультет економічний. У 1929 р. економічний факультет було ліквідовано, що означало посилення курсу на спеціалізацію підготовки.
Велику роль відводилося кабінетним заняттям; кабінетів, як самостійних навчально-дослідних підрозділів, у складі інституту було більше 4-х (рахівництва, організації торгово-промислових підприємств, праці, фінансово-економічний, економіки Донецького басейну та ін.). Кабінети мали у розпорядженні спеціальні бібліотеки і устаткування, при них проводилися лабораторні заняття і заняття семінарів. Для навчання іноземним мовами працювали спеціальні кураторії. Діяли підготовчі, перехідні, робочі курси, що було викликано збільшенням кількості слабко підготовлених студентів «пролетарського походження» і частими структурними змінами в інституті.
19 травня 1929 року до складу інституту було включено комунальний факультет Вечірнього робітничого технікуму народного господарства.12 червня 1930 року на базі факультету був створений окремий Харківський інститут комунального господарства.

### Навчальний план
Навчальний план ХІНГу було вироблено під керівництвом проф. П. І. Фоміна в 1921—1922 рр. відповідно до цільової установки «готувати організаторів промисловості». В цілому, він був подібний до навчального плану ХКІ. З причин політичного характеру, в навчальний план вводилися різноманітні «суспільно-політичні» дисципліни, як то: історія класової боротьби, ленінізм, імперіалізм і колоніальна політика, історичний матеріалізм, історія профруху, історія соціалізму і таке інше.
Через часті структурні зміни начальний план був нестійким і піддавався корекції. Так, студент, який закінчив промисловий факультет в 1925 р., вивчав такі дисципліни (розділ на блоки умовний):
| Промисловий факультет                          |
| Базова підготовка (молодші курси)              |
| ---------------------------------------------- |
| Загальноосвітні                                |
| елементарна математика                         |
| цивільне право                                 |
| фізика                                         |
| біологія                                       |
| хімія                                          |
| німецька мова                                  |
| Суспільно-політичні                            |
| історія соціалізму                             |
| історичний матеріалізм                         |
| загальне вчення про державу і конституція СРСР |
| Економічні                                     |
| економічна політика                            |
| економічна політика радвлади                   |
| економічна географія                           |
| економіка оброблювальної промисловості         |
| економіка харчової промисловості               |
| фінансова наука                                |
| Правові                                        |
| загальна теорія трава                          |
| робоче право                                   |
| Професійні                                     |
| організація промислових підприємств            |
| комерційна арифметика                          |
| рахівництво                                    |
| статистика                                     |
| товарознавство                                 |
| Спеціалізація (старші курси)                   |
| Технічні дисципліни                            |
| машинознавство                                 |
| креслення                                      |
| електротехніка                                 |
| транспортна справа                             |
| металургія                                     |
| Спеціальні економічні                          |
| економіка Донбасу                              |
| організація гірничо-промислових підприємств    |
| промислове рахівництво                         |
| калькуляція                                    |
| статистика праці                               |
| промислова статистика                          |
| Спеціальні правові                             |
| промислове право                               |
| гірниче право                                  |
| торговельне право                              |
| Спеціальні                                     |
| гігієна праці                                  |
| техніка безпеки праці                          |

Для отримання диплома необхідно було пройти практичні заняття за статистикою, рахівництвом і виготовленню креслень, мати певний стаж роботи і захистити дипломний проект.
Наприкінці 1920-х рр., у зв'язку з введенням підготовки за профілем інженера-економіста, в навчальний план вводилися нові спеціальні і технічні дисципліни: холодна обробка металів, силове господарство, технічне нормування, промфінплан і т. ін.).

## Контингент
У 1929 р. в інституті навчалися 1330 студентів. З них 44 % вказували «соціальне походження» з робітників (проти 9,5 % в 1923 р.) і 15,6 % з селян. 35 % були членами КП(б) У, 27 % — членами ВЛКСМ.
За національністю (етнічним походженням) 42,3 % були українцями, 25,9 % — росіянами, 25,5 % — євреями, 6,3 % — належали до інших етнічних груп.

## Наука в ХІНГ
Для інституту було характерним прагнення поєднувати наукову і освітню діяльність.

### Науково-дослідне відділення
У 1920 р. в інституті було створено науково-дослідне відділення (керівник проф. П. І. Фомин, секретар Н. І. Галицький). У 1922 р. в ньому перебували 32 учені — дійсні члени і наукові співробітники, об'єднані в наукові колективи, що працювали в тематичних напрямах «економіка і статистика» (теми «Світове господарство», «Народне господарство України під час війни і революції», «Економіка сільського господарства», «теоретична статистика»), «рахівництво» (тема «Проблеми безгрошового обігу і матеріального обліку в бухгалтерії»), а також в області права.

### Економічний семінар
Для поглиблення економічних знань студентів і залучення їх в дослідницьку роботу діяв Економічний семінар. Дійсними членами семінару могли бути як студенти ХІНГ так і студенти інших вишів. На засіданнях семінару проводилися лабораторні заняття і заслуховували відкриті доповіді на соціально-економічні теми. Семінар мав окремий бюджет і був розбитий на секції теоретичної економіки, світового господарства, економіки України і Росії.
Семінар був організований в 1922 р., далі діяв в складі НДК світового господарства.

### Науково-дослідні кафедри
Надалі, після організаційного розподілу науки і освіти в УРСР, Науково-дослідна кафедра світового господарства ВУАН (керівник проф. П. І. Фомін) і науково-дослідна кафедра проблем сучасного права ВУАН (керівник проф. М. І. Палієнко), формально не будучи включені в структуру інституту, тісно з ним взаємодіяли, будучи його науковими підрозділами де-факто. У меншій мірі ХІНГ взаємодіяв з НІК марксизму і марксознавства (керівник проф. С. Ю. Семковський).
У складі НІК світового господарства діяли п'ять секцій (1925 р.): теоретичної економіки, соціальної статистики, приватногосподарської економіки, світового господарства, економіки України і СРСР. Велику увагу приділялося теоретичним проблемам функціонування світового господарства і вивченню економічної кон'юнктури. Вивчалися питання економічної політики держави і господарського планування, діяльності фінансово-промислових об'єднань, використання математико-статистичних методів макроекономічного аналізу і прогнозування. Серйозно вивчався теоретичний і практичний господарський досвід Німеччини, на економічну науку якої була орієнтована ця економічна школа.

### Кабінет вивчень Донецького басейну
За ініціативою проф. П. І. Фоміна в інституті було організовано Кабінет вивчення Донецького басейну, який також діяв як науково-дослідна установа.

### Комісія економічних досліджень української промисловості
Тісно пов'язаною з ХІНГ була діяльність Комісії економічних досліджень української промисловості при ВРНГ УРСР (науковий керівник проф. П. І. Фомін).
Наприкінці 1920-х рр. учені інституту активно притягувалися до дослідницьких проектів, які виконувалися в інтересах організацій і відомств УРСР: «Промкарта України», «Методи визначення динаміки собівартості в тресті „Донвугілля“», «Методи числення ефективності капітальних вкладень в металургійній промисловості», «Положення про держфінконтроль» та ін.

## Професори і викладачі
У 1929 р. викладання вели 59 професорів і 109 викладачів.
Основу професорсько-викладацького складу ХІНГ складали співробітники ХКІ (П. І. Фомін, М. І. Палієнко, І. І. Попов, О. М. Серіков та ін.), радянські партійні діячі які перейшли до академічної діяльності (І. К. Дашковський), велика і різнорідна група залучених фахівців — вчених і практиків. До середини десятиліття викладацькі посади отримали молоді фахівці, які пройшли навчання в ХІНГ та інших вишах (С. Д. Ратнер, М. Г. Єфімов, Є. О. Кустолян, О. Г. Ліберман та ін.).

## Особистості

### Відомі випускники
- Малік Яків Олександрович — радянський дипломат, заступник міністра закордонних справ і одночасно в 1968—1976 рр. постійний представник СРСР в РБ ООН; 1930 р. закінчив правовий факультет ХІНГ.
- Румянцев Олексій Матвійович — економіст і соціолог, віце-президент АН СРСР, головний редактор журналу «Комуніст», шеф-редактор журналу «Проблеми світу і соціалізму», головний редактор «Правди», редактор Економічної енциклопедії «Політична економія», директор Інституту конкретних соціальних досліджень (ИКСИ) АН СРСР; закінчив промисловий факультет ХІНГ в 1926 р.
- Шелест Петро Юхимович — радянський партійний і державний діяч, член Політбюро, Президії ЦК КПРС, перший секретар ЦК Компартії України; навчався на робітнику, промисловому факультетах ХІНГ в 1929—1930 рр.

### Працювали
- Кисельов Олександр Дмитрович (1867–1929) — кандидат юридичних наук, професор, завідувач кафедри кримінального права Інституту народного господарства протягом (1920—1925).
- Волков Григорій Іванович (1890—1939) — професор кафедри кримінального права Інституту народного господарства.
- Целларіус Віктор Михайлович (1888 — після 1930) — професор, кооператор.